# Михайло Кравчук (священник)
Михайло Кравчук (26 жовтня 1890, Довгий Войнилів — 24 вересня 1972, Ньюарк, штат Нью-Джерсі, США) — церковний діяч УГКЦ, священник, перекладач Святого Письма.

## Біографія
Михайло Кравчук народився 26 жовтня 1890, с. Довгий Войнилів, нині Калуського району Івано-Франківської області. Під час Першої світової війни перебував у Відні, де вивчав богослов'я на богословському фаультеті Віденського університету. 15 вересня 1918 року отримав священичі свячення з рук митрополита Андрея Шептицького. Учителював у місті Долина (нині Івано-Франківської області). Від 1919 року — духівник УГА, згодом продовжив душпастирювати у Відниках (до 1926), Негівцях (1926–1936) і Черче (1936–1944). У 1946–1949 роках перебував у таборі для переміщених осіб у м. Міттенвальд (Німеччина), звідки виїхав до США.
Переклав українською мовою з грецького тексту 4 Євангелія під назвою «Ісус Христос. Його життя, наука й чуда» (Львів, 1934, передруковано у журналі «Світло», Торонто, 1949—1950), «Пісню над піснями» (Львів, 1936), «Голосіння пророка Єремії» (Жовква, 1938), «Книгу Псалмів» (Рим, 1966).
Автор перекладу 8-ї пісні «Германа і Доротеї» Йогоанна Вольфганга Ґете (Ужгород, 1944), «Слова про Ігорів похід» (альманах «Провидіння на 1966»; серії видавництва НТШ «Українська літературна бібліотека», Нью-Йорк, 1968, т. 12). У рукописі залишилася автобіографічна поема «Дві весни».